# Croton agrarius
Pour Croton agrarius var inversus, Baill., 1864, voir Croton piauhiensis.
Espèce
Croton agrarius est une espèce de plantes à fleurs du genre Croton et de la famille des Euphorbiaceae, originaire  du Brésil (Minas Gerais).
Il a pour synonyme :
- Croton denudatus, Baill., 1864.
- Oxydectes agraria (Baill.) Kuntze

## Synonymes
Croton agrarius peut aussi être l'ancien nom de plusieurs autres espèces de crotons.

### Croton grandivelus
- Croton agrarius var. algernonii, Baill.
- Croton agrarius var. augustinianus, Baill.
- Croton agrarius var. cremostachyus, Baill.
- Croton agrarius var. echinocarpus, Baill.
- Croton agrarius var. neuwiedii, Baill.

sont eux des synonymes de Croton grandivelus

### Croton horridulus
Croton agrarius var. horridulus, Baill., 1864, est l'ancien nom de Croton horridulus